# Лебедев, Юрий Валентинович
Юрий Валентинович Лебедев (13 января 1956, Москва) — советский футболист, полузащитник.

## Карьера
Воспитанник ФШМ Москва. За свою карьеру выступал в советских командах «Спартак» (Москва), «Спартак» (Кострома), «Искра» (Смоленск) и «Химик» (Гродно).